# Đặng Thị Minh Hạnh
Đặng Thị Minh Hạnh (sinh năm 1962), là một nhà thiết kế thời trang Việt Nam. Bà là giám đốc Viện Thiết kế Thời trang Việt Nam (FADIN) tại Thành phố Hồ Chí Minh, và là gương mặt hàng đầu của ngành thời trang hiện đại của Việt Nam.
Bà sinh năm 1961 ở Pleiku, nhưng lớn lên ở Huế. Sở trường của bà là kết hợp các thiết kế truyền thống với trang phục hiện đại. Tác phẩm của bà được trưng bày ở nước ngoài, đáng chú ý là tại một hội chợ thời trang ở Tokyo năm 1997. Bà là nhà thiết kế Việt Nam đầu tiên được trao giải thưởng quốc tế.